# إيفي نيميث
كانت إيفي نيميث (بالإنجليزية: Evi Nemeth)‏ (مواليد 7 يونيو 1940 - مفقودة في البحر في يونيو أو يوليو 2013)، مهندسة ومؤلفة ومعلمة معروفة بخبرتها في إدارة أنظمة الكمبيوتر والشبكات. كانت المؤلف الرئيسي لسلسة كتب «بايبلز» الخاصة بإدارة نظام يونيكس: دليل إدارة نظام يونيكس (1989، 1995، 2000)، دليل إدارة لينكس (2002، 2006)، وكتيب إدارة نظام يونيكس ولينكس (2010).. عُرفت إيفي نيميث في دوائر التكنولوجيا بصفتها رئيسة إدارة النظم.
اشتهرت نيميث في الدوائر الرياضية بقدرتها على تحديد أوجه القصور المعرّفة أصلاً بـ «مشكلة ديفي-هيلمان»، وهي أساس جزء كبير من التشفير الشبكي الحديث.

## الدراسة والعمل
حصلت نيميث على درجة البكالوريوس في الرياضيات من ولاية بنسلفانيا عام 1961، وعلى درجة الدكتوراه في الرياضيات من جامعة واترلو، أونتاريو عام 1971. عملت في التدريس في جامعة فلوريدا أتلانتيك وجامعة ولاية نيويورك في يوتيكا (SUNY Tech) قبل أن تلتحق بقسم علوم الكمبيوتر في جامعة كولورادو بولدر (CU-Boulder) عام 1980. عملت مديرة لمنشأة الحوسبة بالكلية من عام 1982 إلى عام 1986. كانت أيضًا أستاذًا مشاركًا زائرًا في كلية دارتموث في عام 1990، وفي جامعة كاليفورنيا في سان دييغو في عام 1998، في حين كانت حينها في إجازة تفرّغ من جامعة كولورادو بولدر. 
أثناء وجودها في جامعة كولورادو بولدر، اشتهرت نيميث بنشاطها في إدارة الأنظمة الجامعية، حيث أتيحت الفرصة للطلاب على مر السنين لتطوير المعرفة والمهارات العميقة في إدارة نظام Unix . جنبا إلى جنب مع ستيف وزنياك، أنشأت نيميث برنامج المنح الدراسية Woz في الجامعة الذي مول الطلاب الجامعيين محبّي الاستطلاع لسنوات عديدة. كان لدى نيميث أيضًا موهبة خاصة لإلهام الشباب وتعليمهم. فقد وجّهت العديد من طلاب المدارس المتوسطة والثانوية، الذين عملوا معها لدعم الحوسبة في الكلية وأصبحوا يُعرفون باسم "Munchkins". عملت على توجيه الطلاب الجامعيين الشباب الموهوبين أيضاً، فاصطحبتهم إلى الاجتماعات الوطنية حيث ليعملوا على تركيب الشبكات وبث جلسات الاجتماعات على الإنترنت. درّبت فرق البرمجة الطلابية بالجامعة في مسابقة البرمجة الجماعية الدولية ACM .
من 1998 إلى 2006، عملت نيميث مع الجمعية التعاونية لتحليل بيانات الإنترنت (CAIDA) في جامعة كاليفورنيا، سان دييغو، وفي العديد من مشاريع قياس وتصور الإنترنت.
خارج الولايات المتحدة، ساعدت نيميث في جلب تكنولوجيا الإنترنت إلى العالم النامي من خلال مشاركتها في برامج جمعية الإنترنت وبرنامج الأمم المتحدة الإنمائي.
بعد تقاعدها، أبحرت نيميث بقاربها الشراعي الملقب «بلاد العجائب» ويبلغ طوله 40 قدمًا في رحلةٍ حول أجزاء مختلفة من العالم، بما في ذلك دائرة المحيط الأطلسي، وقناة بنما، وعبر المحيط الهادئ إلى نيوزيلندا. سافرت مع باقي الطاقم على متن اليخت القديم نينيا عبر بحر تسمان في طريقها إلى أستراليا من نيوزيلندا. حينئذ، كانت سرعة رياح بحر تاسمان تبلغ 65 ميلاً في الساعة ووصل ارتفاعها إلى 26 قدمًا. كان ذلك بمثابة كارثة طبيعية ربما تسببت باختفاء القارب. آخر رسالة ملتقطة من القارب بُثّت في 4 يونيو / حزيران 2013. أنهت سلطات نيوزيلندا البحث رسميًا عن القارب نينيا،  ومع ذلك استمر أقارب طاقمه في البحث.

## منشورات مختارة
- Nemeth، E. Hein، T. Snyder، G. and Whaley، B. Unix and Linux System Administration Handbook ، Prentice Hall، 2010.
- Brownlee، N.؛ Claffy، K. C.؛ Nemeth، E. (2001). "DNS measurements at a root server". GLOBECOM'01. IEEE Global Telecommunications Conference (Cat. No.01CH37270). ج. 3. ص. 1672. DOI:10.1109/GLOCOM.2001.965864. ISBN:978-0-7803-7206-1.  Brownlee، N.؛ Claffy، K. C.؛ Nemeth، E. (2001). "DNS measurements at a root server". GLOBECOM'01. IEEE Global Telecommunications Conference (Cat. No.01CH37270). ج. 3. ص. 1672. DOI:10.1109/GLOCOM.2001.965864. ISBN:978-0-7803-7206-1.  Brownlee، N.؛ Claffy، K. C.؛ Nemeth، E. (2001). "DNS measurements at a root server". GLOBECOM'01. IEEE Global Telecommunications Conference (Cat. No.01CH37270). ج. 3. ص. 1672. DOI:10.1109/GLOCOM.2001.965864. ISBN:978-0-7803-7206-1.
- Broido، A.؛ Nemeth، E.؛ Claffy، K. (2002). "Internet expansion, refinement and churn". European Transactions on Telecommunications. ج. 13: 33–51. DOI:10.1002/ett.4460130105.
- مولين، آر، نيميث، إي وويدينهوفر، إن، «هل ترقى أنظمة تشفير المفتاح العام إلى مستوى توقعاتهم؟ تنفيذ HEP لـ Codebreaker السجل المنفصل»، Proc. of 1984 Intl Conf on Parallel Processing ، 21-24 أغسطس، 1984، ص.   193 - 196. تم اختياره لأفضل جائزة ورقية لهذا المؤتمر.
- "Otter: A general-purpose network visualization tool". International Networking Conference (INET) '99. يونيو 1999. مؤرشف من الأصل في 2019-12-14. اطلع عليه بتاريخ 2013-06-28.

## الجوائز
- 1984- جائزة أفضل بحث، المؤتمر الدولي للمعالجة الموازية، شيكاغو، أغسطس، 1984
- 1995- جائزة إنجاز مدى الحياة من USENIX / LISA [12]
- 1999 — جائزة أفضل 25 امرأة على الويب [13]
- 2007 - مرتبة الشرف في الهندسة المتميزة في CU-Boulder [14]
- مهرجان تيلورايد التكنولوجي السنوي الخامس
- 2018 - جائزة NCWIT لرواد التكنولوجيا [15]